# Romário Guilherme dos Santos
Romário Guilherme dos Santos, noto come Romário (Diadema, 13 marzo 1992), è un calciatore brasiliano, difensore svincolato.

## Caratteristiche tecniche
È un difensore che gioca come terzino sinistro.